# Castelli (Italie)
Pour les articles homonymes, voir Castelli.
Castelli est une commune de la province de Teramo dans les Abruzzes en Italie. Castelli est située dans le parc du Parc national du Gran Sasso e Monti della Laga.

## Administration
| Période                                  | Période  | Identité           | Étiquette       | Qualité |
| ---------------------------------------- | -------- | ------------------ | --------------- | ------- |
| 30 mai 2006                              | En cours | Concezio Di Flavio | Centro-Sinistra |         |
| Les données manquantes sont à compléter. |          |                    |                 |         |

### Hameaux
Befaro, Colledoro, Palombara, Santa Maria della Neve, Villa Colli et Villa Rossi.

### Communes limitrophes
Arsita, Bisenti, Calascio (AQ), Castel Castagna, Castel del Monte (AQ), Castelvecchio Calvisio (AQ), Isola del Gran Sasso d'Italia